# Riu Tastavins
El Tastavins és un afluent del riu Matarranya que neix a Pena-roja a la conflucència del barranc d'Escalona i el barranc de l'Escresola.
Passa pels termes municipals d'Herbers, Pena-roja, Mont-roig, Fondespatla, Ràfels, La Portellada i Vall-de-roures, sent frontera municipal en molts trams.
Sumant aquests dos barrancs i l'afluent riu dels Prats, que desemboca al Tastavins aigües avall de Pena-roja, la conca alta del Tastavins ocupa part de la província de Castelló, amb tot el terme d'Herbers i part dels termes de Morella i La Pobla de Benifassà. Pel caràcter muntanyenc i torrentós d'aquest naixement, les avingudes del Tastavins són més grans, violentes i inesperades que les del riu Matarranya.
El riu Tastavins travessa després zones amb materials terrígens del terciari, i hi ha trams on els estrats de conglomerat s'han erosionat formant còdols i tormos, el que ha generat topònims com El Tormassal. En estrats horitzontals d'aquest conglomerat terciari que descansen sobre argila, s'ha format en terme de La Portellada una cascada anomenada el salt de la Portellada.
A part de l'esmentat riu dels Prats no té afluents d'importància; des Mont-roig (i amb aigües que venen de punts tan llunyans com el Port de Torremiró) baixa la rambla d'Escorça. Els altres afluents són barrancs que desguassen en els termes dels pobles de la conca i que tret d'anys o mesos amb pluges abundants solen estar secs.
En la seva ribera hi ha horta amb regadius tradicionals que encara subsisteixen però l'aigua del Tastavins no està regulada.